# Stazione di Schaan-Vaduz
La stazione di Schaan-Vaduz (in tedesco Bahnhof Schaan-Vaduz) è una stazione ferroviaria a servizio del comune liechtensteinese di Schaan sulla linea Feldkirch-Buchs.
L'impianto è situato a circa 3,5 chilometri da Vaduz, capitale del Liechtenstein, piccolo stato tra Svizzera e Austria, e 3,4 chilometri da Buchs, in Svizzera.

## Storia
La stazione fu attivata il 24 ottobre 1872, in occasione dell'apertura della ferrovia Feldkirch-Buchs. Dal 1986 è impresenziata.

## Strutture e impianti
La stazione dispone di un binario passante dotato di marciapiede per il servizio viaggiatori. È presente un secondo binario, in disuso e non servito da banchine. Sull'unica banchina sono visibili i resti di una linea ferroviaria, parte di un sistema di binari smantellato che era utilizzato dai carri merci.
La stazione è dotata di un fabbricato viaggiatori a due piani e di una baracca in legno. All'esterno della stazione, è presente un terminal per gli autobus.

## Movimento
La stazione è servita da 22 treni regionali al giorno, nei giorni lavorativi, sulla relazione Buchs SG - Feldkirch (11 per Buchs SG e 11 per Feldkirch), ovvero sulla linea S2 della S-Bahn del Vorarlberg.

## Servizi
La banchina a servizio del binario è classificata come accessibile alle persone su sedia a rotelle.
- Servizi igienici[5]

## Interscambi
- Fermata autobus (Schaan, Bahnhof)[8][9]

## Galleria d'immagini

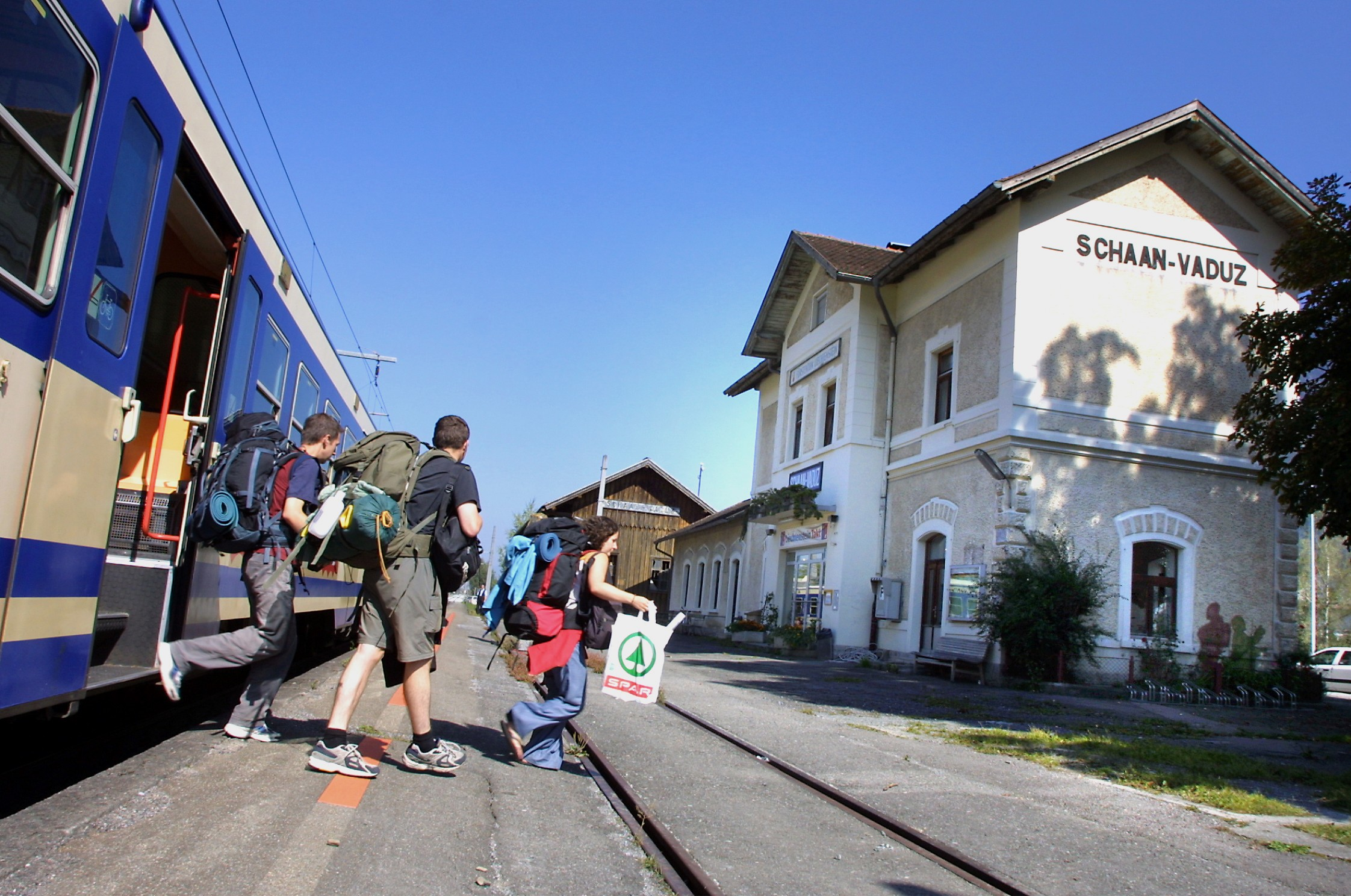
La stazione ferroviaria vista dall'interno.
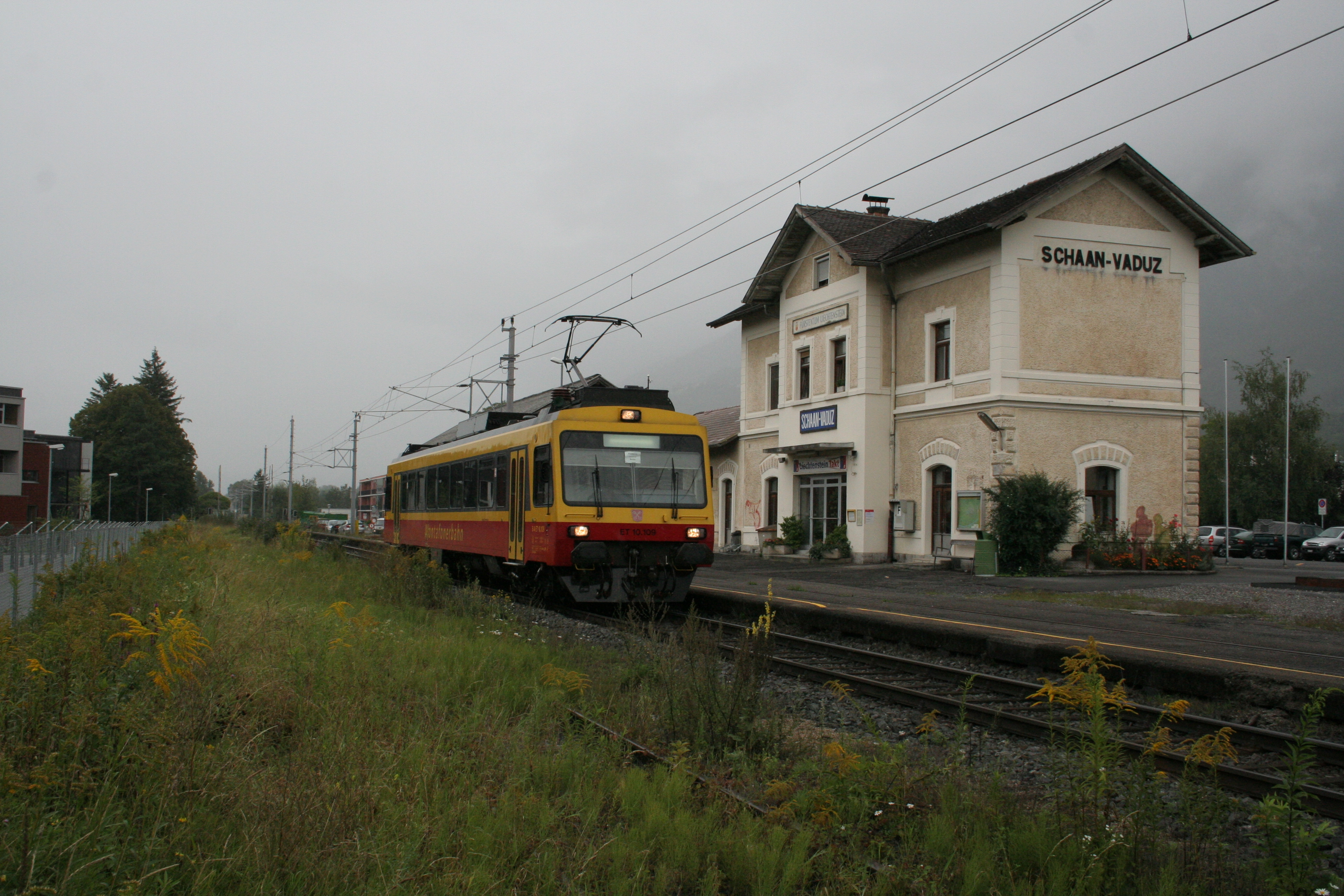
Altra immagine della stazione.